# USA Today
«Ю-Эс-Эй тудей» (USA Today, с англ. — «США сегодня») — первая общенациональная ежедневная газета в США. Основана в Вашингтоне (округ Колумбия) предпринимателем Элом Ньюхартом. Первый номер газеты вышел 15 сентября 1982 года. Первый главный редактор газеты — Джон Сайгенталер.

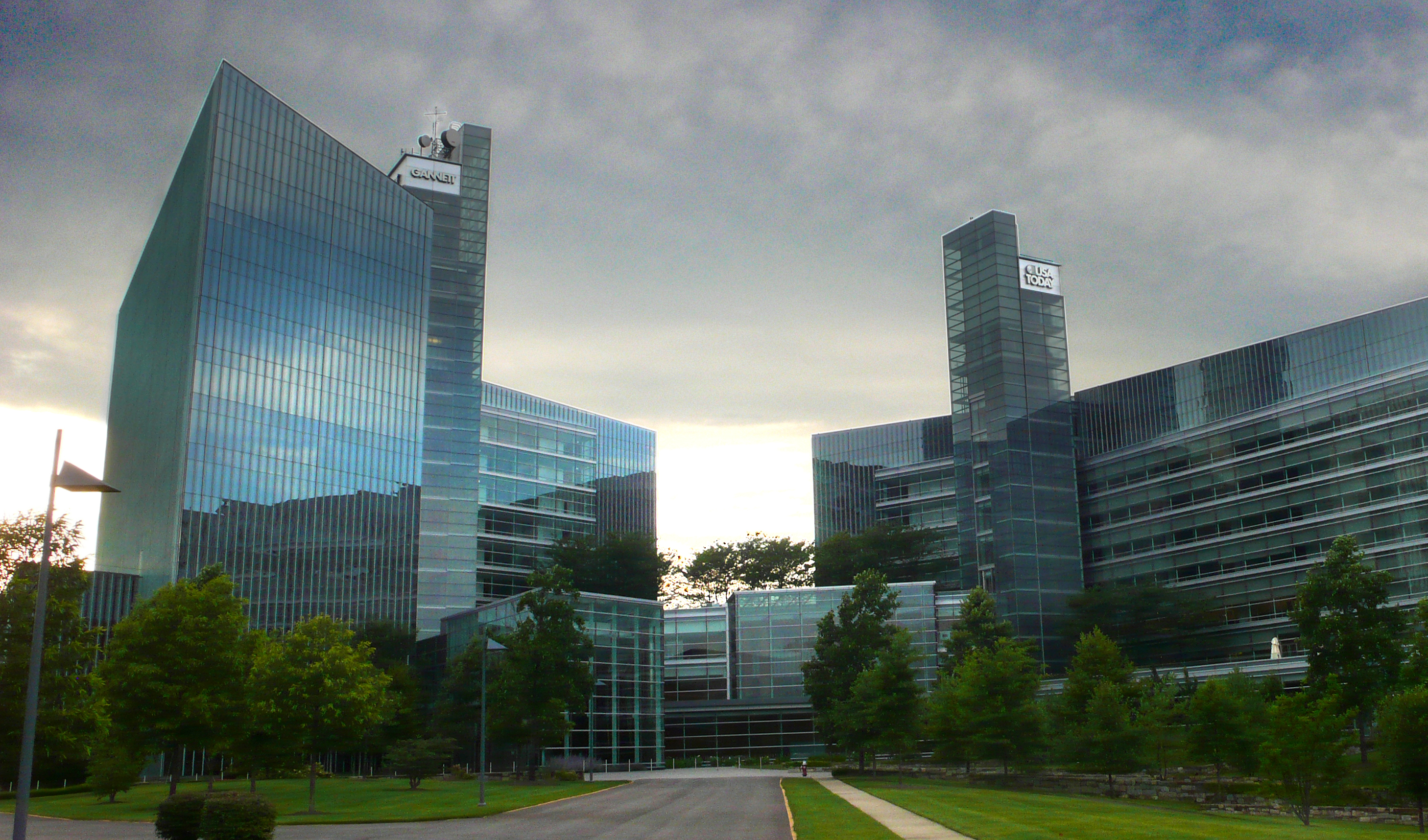
Здание редакции USA Today в пригороде Вашингтона.

До появления USA Today на газетном рынке США сегментирование проходило по региональному принципу: в каждом крупном городе лидировало местное издание. На страницах своей газеты Ньюхарт всячески подчёркивал единство нации, стараясь устранить какой-либо региональный уклон. Параллельно редакционной в газете шла колонка, где имели возможность высказать своё мнение сторонники противоположной точки зрения.
В противовес сухому стилю деловых газет вроде The Wall Street Journal и The New York Times, USA Today издавалась с цветными фотографиями и крупными диаграммами, широко освещая события спорта и жизнь знаменитостей. Большое внимание уделялось публикации опросов общественного мнения.
Благодаря запоминающемуся дизайну и новаторской маркетинговой политике, USA Today по состоянию на 2008 год обходило по тиражу (2 250 000 экземпляров) все прочие газеты США, уступая в англоязычном мире только индийскому изданию The Times of India. Издание считается жемчужиной медийного конгломерата Gannett Company. В 2018 тираж дошел до 3 миллионов экземпляров. На сайте издания размещена информация о тираже в 2 500 000 экземпляров.
Издание признавалось одной из самых инновационных компаний в мире за работу, связанную с виртуальной и дополненной реальностью. В 2018 году один из таких проектов USA Today был удостоен Пулитцеровской премии.